# Chermizy-Ailles
Chermizy-Ailles es una comuna francesa, situada en el departamento de Aisne, de la región de Alta Francia.

## Demografía
| 97 | 80 | 87 | 76 | 79 | 70 | 83 | 110 |
| Para los censos de 1962 a 1999 la población legal corresponde a la población sin duplicidades (Fuente: INSEE [Consultar]) |    |    |    |    |    |    |     |